# Atlantic, Pennsylvania
Atlantic är en så kallad census-designated place i Crawford County i Pennsylvania. Vid 2010 års folkräkning hade Atlantic 77 invånare.

## Kända personer från Atlantic
- Maxwell Anderson, författare